# 神明神社 (飛騨市宮川町)
神明神社（しんめいじんじゃ）は、岐阜県飛騨市（旧・吉城郡宮川村）にある神社（神明神社）。

## 概要
創建時期は不詳。
飛騨国吉城郡西忍村（現・飛騨市宮川町西忍）の佐藤與四郎豊包が、飛騨国大野郡牧ヶ洞村（現・高山市清見町牧ヶ洞）の栗原神社の舎人佐藤四郎と出会ったさい、お互いの祖先が陸奥国信夫郡から飛騨国に移り住んだことを知る。佐藤與四郎豊包は牧ヶ洞村の栗原神社の天照大神の分霊を譲り受け、西忍村に創建したという。別の説では永正十五年（1518年）に西忍村と高牧村（現・飛騨市宮川町高牧）の手により、伊勢国伊勢神宮から勧請し創建したという。
江戸時代は薬師大神と称された。
1876年（明治9年）に村社となる。1948年（昭和23年）に岐阜県神社庁により銀幣社に指定される。

## 主祭神
- 天照大神